# Western & Southern Financial Group Masters 2003
Western & Southern Financial Group Masters 2003 — тенісний турнір, що проходив на кортах з твердим покриттям у місті Мейсон (США) з 11 серпня. Належав до категорії Tennis Masters Series.

## Фінальна частина

### Одиночний розряд
Енді Роддік —  Марді Фіш 4–6, 7–6(7–3), 7–6(7–4)

### Парний розряд
Боб Браян /  Майк Браян —  Вейн Артурс /  Пол Генлі 7–5, 7–6(7–5)